# (37086) 2000 UU63
2000 UU63 (asteroide 37086) é um asteroide da cintura principal. Possui uma excentricidade de 0.08054950 e uma inclinação de 6.78661º.
Este asteroide foi descoberto no dia 25 de outubro de 2000 por LINEAR em Socorro.